# Жуаль
Жуа́ль (фр. joual) — социолект, французский жаргон, сформировавшийся среди франкоканадского рабочего класса в Монреале XIX — начала XX веков.

## Происхождение
Своим происхождением жуаль обязан трём факторам: лингвистической изоляции Квебека с середины 1760 года, сильному англоязычному влиянию на протяжении последних двух с половиной столетий, а также значительной социальной сегрегации между англо-квебекцами (и другими англофонами), занявшими доминирующие посты в политике и экономике, и франкофонами, которые составили большинство квебекского крестьянства провинции, а с началом массовой урбанизации — также и рабочего класса Монреаля, крупнейшего города Канады до 1976 года.
Важную роль в формировании жуаля сыграл тот факт, что в исторически франкоязычном Монреале, вследствие интенсивной иммиграции, инициированной британским правительством для ассимиляции франкоканадцев, с 1830 по 1880-е годы преобладало англоязычное население (из 60 000 человек в 1850 году на французском говорило лишь 40 %). Тем не менее после поглощения соседних деревень и интенсивной миграции франкоканадцев в города и их более высокого уровня рождаемости французский язык вновь становится родным языком большинства, однако его низкий социальный статус и отсутствие полноценного образования на французском превращают его (при горячей поддержке англоязычного меньшинства) в язык толпы, своего рода туземное патуа, уличный жаргон рабочего класса.

## Название
Своё название жуаль получил от своеобразного монреальского произношения слова «cheval» (лошадь) (а лошади тогда часто использовались в извозе) как «joual». Жуаль стал для литературной и кинематографической традиции Квебека тем же, чем для русского были и остаются российское и украинское просторечие, вроде суржика.

## Характеристика
Многие черты жуаля можно обнаружить в современном французском жаргоне, а некоторые, несмотря на их неприятие стандартным французским, нашли отражение в канадском французском варианте и не воспринимаются как нестандартные. Большинство из этих черт до сих пор широко встречается в речи жителей западного и центрального Квебека.
1. Дифтонгизация ê (/fɛːt/ « fête » > [faɛ̯t]) ;
2. Превращение /ɛ/ в [a] в конце открытого слога (/ʒamɛ/ « jamais » > [ʒama]; /jetɛ/ « il était » > [jeta]) ;
3. Превращение архаичной задней /a/ [ɑ] в [ɔ] в конце открытого слога (« chatte » > [ʃat], но  « chat » > [ʃɑ] > [ʃɔ]; « platte » > [plat], но « plat » > [plɑ] ~ [plɔ]).

В жуале получили распространение элизия и разного рода ассимиляции, которые, впрочем, возможны и в низких социолектах Франции, т. е. фактически являются частью общефранцузской стилистики и прагматики:
- je suis > chu [щу] я являюсь
- je sais > ché [ще] я знаю
- oui > ouais м-да
- произношение cinq (5) как [sãẽ̯k] вместо [sɛ̃k]

Помимо явно специфичной фонетики, жаргон жуаля, его идиоматика и его юмор делают его, а порой и весь разговорный французский язык в Канаде, малопонятным для владеющих стандартным французским, в особенности для иностранцев. Здесь стоит отметить, что те же chu, ché и ouais являются вполне обычными явлениями в парижском рабоче-молодёжном жаргоне, но они стигматизируются в речи образованных людей и в учебниках никогда не упоминаются.
Лексика жуаля скудна, в ней изобилуют англицизмы, заполняющие многие ниши технической семантики. Впрочем, прямые заимствования из английского не так уж многочисленны, так как в жуале, равно как и во французском языке Квебека в целом, со временем усиливается тенденция к калькированию, часто искажённому или неполному: «ça regarde bien» (англ. it looks good), «on va prendre une marche» (we will take a walk), междометие «Pour vrai!» (For real!). Помимо стандартных (для Квебека) калек с английского типа «Bonjour!» не только для приветствия, но и для прощания (по аналогии с английским «Have a good day!»); «bienvenue» в значении «пожалуйста» (по аналогии с англ. «You are welcome!») и т. д.
Имеются отличия от стандартного синтаксиса, речь носителей часто обрывиста.

## Роль жуаля в становлении французского языка Канады
После начала Тихой революции в Квебеке конца 1960-х, провозглашения французского языка единственным официальным в Квебеке, создания развитой франкоязычной сети среднего и высшего образования, вытеснения и эмиграции англоканадцев жуаль постепенно угас, но передал многие свои черты канадскому варианту французского языка (см. Французский язык в Канаде).
Однако если в период до начала Тихой революции 1960-х жуаль активно подвергался стигматизации самими франко-квебекцами, стремящимися улучшить качество своего французского и приблизить его к парижскому стандарту, в первую очередь в области орфоэпии, то в настоящее время стигматизация жуаля и его фонетических черт, сохраняющихся во французском языке Канады, превратилась в своего рода табу во франкоязычной среде этой страны.
Отсутствие открытой дискуссии, в том числе и по политическим причинам, вновь приводит к постепенному усилению влияния английского языка, способствующего развитию так называемого франгле. Кроме этого, попытки парижан имитировать квебекский акцент также воспринимаются болезненно и весьма неоднозначно.

## Аналогии
Явления, подобные жуалю:
- Лунфардо — особый жаргон испанского языка Буэнос-Айреса, сформировавшийся под влиянием итальянского языка, распространённого в рабоче-иммигрантской среде.